# شبکه جاده‌ای بین‌المللی مشرق عربی

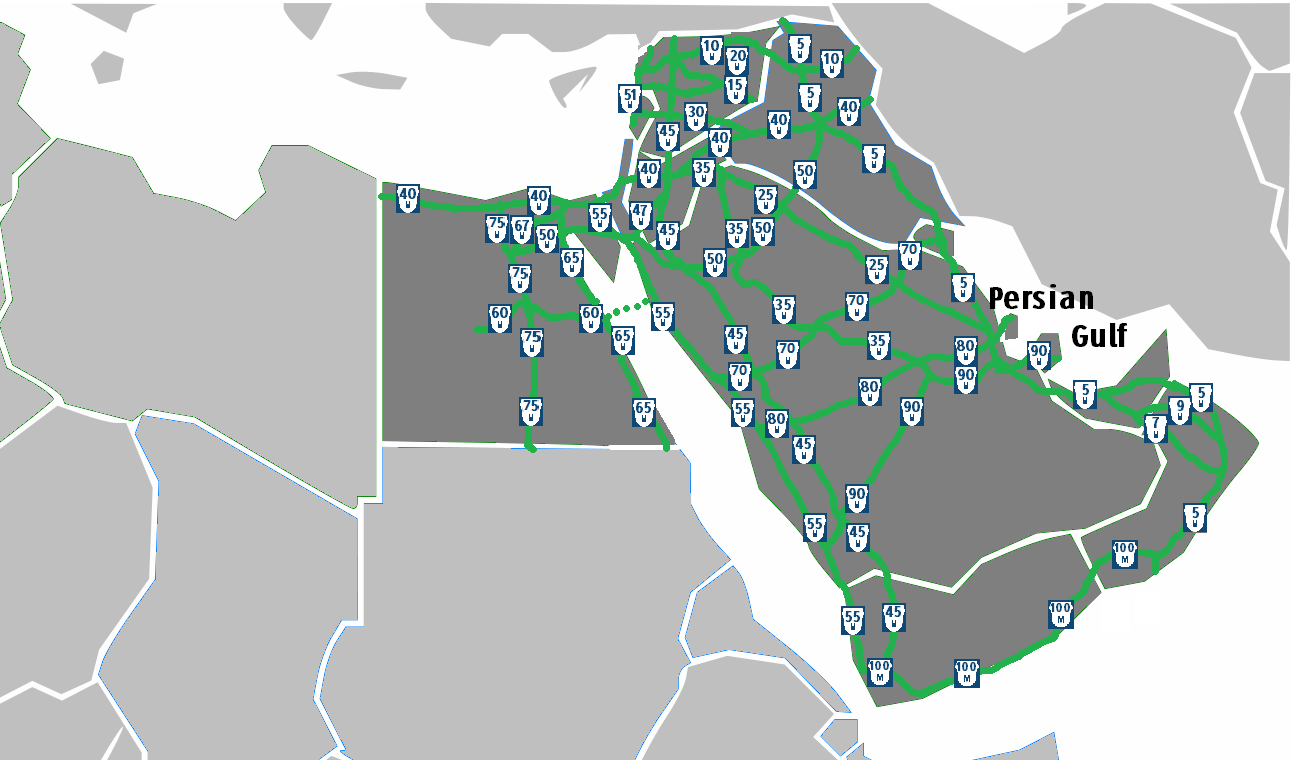
نقشه شبکه

شبکه جاده‌ای بین‌المللی مشرق عربی (انگلیسی: Arab Mashreq International Road Network) یک شبکه جاده‌ای بین‌المللی بین کشورهای عمدتاً مشرق عربی (سوریه، عراق، اردن، فلسطین، لبنان، کویت، مصر، عربستان سعودی، بحرین، قطر، امارات متحده عربی، عمان و یمن) است. علاوه بر این، بخشی از این شبکه از اسرائیل، که عضوی از توافق‌نامه‌ای که آن را ایجاد کرده است، نیست، و همچنین از بخش‌های غیرعرب منطقه عبور می‌کند. این شبکه نتیجه توافق‌نامه جاده‌های بین‌المللی در مشرق عربی سال ۲۰۰۱ است، یک معاهده چندجانبه سازمان ملل متحد که در سال ۲۰۰۳ لازم‌الاجرا شد و توسط ۱۳ کشور از ۱۴ کشور (همه به جز اسرائیل) که این شبکه به آنها خدمات ارائه می‌دهد، تصویب شده است.